# Naj angeli te čuvajo
Naj angeli te čuvajo è il secondo album della cantante slovena Natalija Verboten, pubblicato nel 1998 su etichetta discografica Zlati Zvoki. Contiene il brano Ne budi me, con cui ha vinto il primo premio del pubblico al festival Narečnih popevk del 1998.

## Tracce
1. Naj angeli te čuvajo – 4:09
2. Dva zlata prsana – 3:41
3. Ženska sem, veš! – 3:14
4. Ne sprašujte me – 4:43
5. Tvoja bom nevesta – 3:35
6. Ne budi me – 3:20
7. V tvojem objemu – 4:39
8. Jutri grem na morje – 3:48
9. Zaljubljena – 4:39
10. Nekdo – 3:01